# Croix-en-Ternois
Croix-en-Ternois ist eine französische Gemeinde mit 332 Einwohnern (Stand 1. Januar 2022) im Département Pas-de-Calais in der Region Hauts-de-France. Sie gehört zum Arrondissement Arras, im Kanton Saint-Pol-sur-Ternoise und zum Kommunalverband Ternois.

## Lage
Die Gemeinde Croix-en-Ternois liegt im Artois, 40 Kilometer östlich von Montreuil-sur-Mer und 40 Kilometer westnordwestlich von Arras an der autobahnartig ausgebauten Schnellstraße D 939, der die beiden Städte verbindet. Nachbargemeinden von Croix-en-Ternois sind Hernicourt im Nprdosten, Saint-Pol-sur-Ternoise im Osten, Ramecourt im Südosten, Siracourt im Süden, Beauvois im Südwesten sowie Pierremont im Nordwesten.

## Bevölkerungsentwicklung
| Jahr                       | 1962 | 1968 | 1975 | 1982 | 1990 | 1999 | 2006 | 2012 | 2022 |
| -------------------------- | ---- | ---- | ---- | ---- | ---- | ---- | ---- | ---- | ---- |
| Einwohner                  | 214  | 208  | 193  | 196  | 218  | 255  | 283  | 318  | 332  |
| Quellen: Cassini und INSEE |      |      |      |      |      |      |      |      |      |

## Sehenswürdigkeiten
- Kirche Saint-Martin

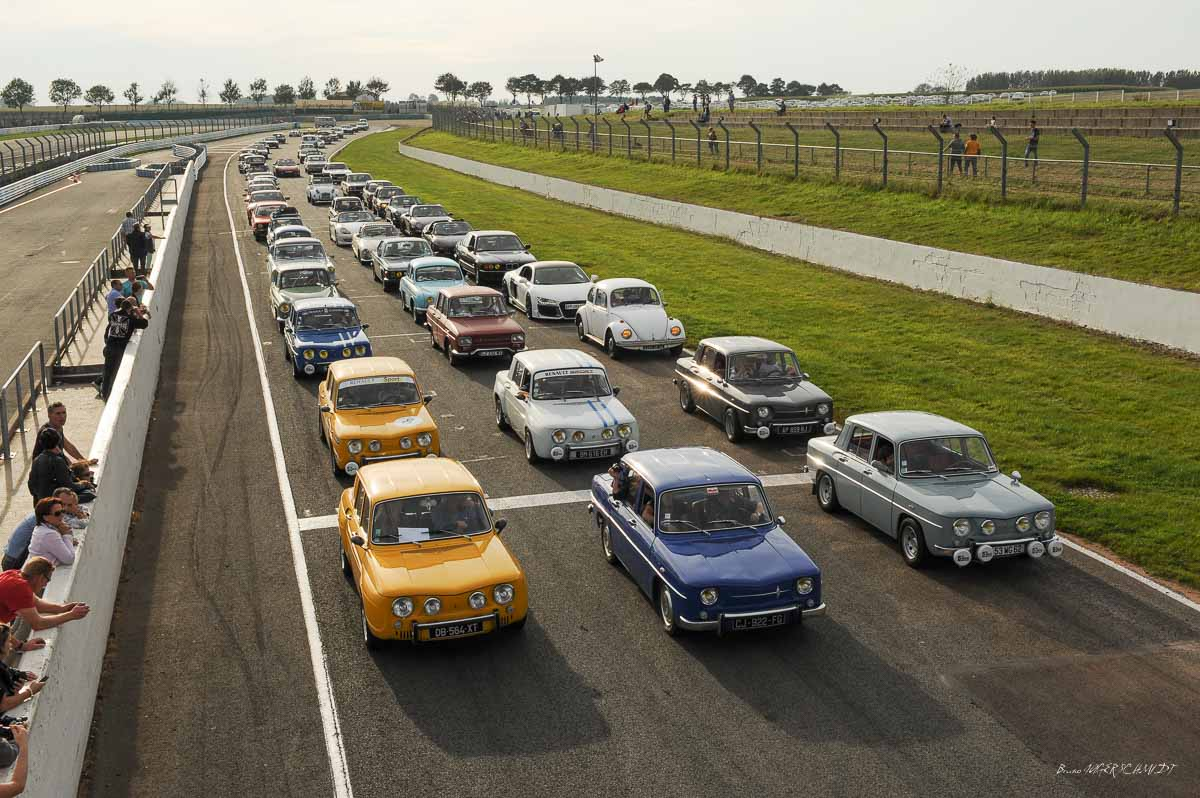
Autorennstrecke in Croix